# Dewayne Dedmon
Dewayne Jamal Dedmon (Lancaster, 12 agosto 1989) è un cestista statunitense, professionista nella NBA.

## Biografia
Dedmon è stato un testimone di Geova, e prima dei 18 anni non ha potuto giocare a basket in quanto sua madre non glielo permetteva.

## Caratteristiche tecniche
È un centro molto atletico, in attacco è molto bravo a segnare da alley-oop, mentre in difesa grazie alle sue doti atletiche è un ottimo stoppatore. Mette sempre molta energia quando entra in campo ed è (dal periodo di Atlanta) un buon tiratore da 3 punti.

## Carriera

### Draft NBA 2013
Si dichiarò per il Draft NBA 2013, nel quale non venne scelto.

### Golden State Warriors e Santa Cruz Warriors (2013-2014)
Dopo non essere stato scelto al Draft Dedmon in Summer League giocò per i Miami Heat e per i Dallas Mavericks, senza essere confermato nel roster da ambedue le squadre.
Il 25 settembre 2013 firmò un contratto con i Golden State Warriors. Venne tagliato il 25 ottobre, venendo successivamente assegnato ai Santa Cruz Warriors in D-League.
Il 25 novembre venne richiamato dagli Warriors, venendo tagliato il 5 dicembre dopo aver disputato 4 partite. Dopo il taglio torna ai Santa Cruz Warriors.

### Philadelphia 76ers (2014)
Il 14 gennaio 2014 venne ingaggiato dai Philadelphia 76ers. Dopo aver disputato 11 partite venne tagliato il 3 febbraio.

### Orlando Magic (2014-2016)
Il 25 febbraio 2014 venne ingaggiato dagli Orlando Magic. Firmò due contratti da 10 giorni,il secondo scade il 7 marzo. Tuttavia il 17 marzo la franchigia della Florida, convinta dalle sue prestazioni decide di fargli firmare un contratto biennale a scadenza Il 1º luglio 2016. Ai Magic lui è la riserva di Nikola Vucevic. Il primo anno complice la presenza di Kyle O'Quinn lui disputa solo 16 partite.
Durante il secondo anno agli Magic Dedmon trovò più spazio a causa degli infortuni degli stessi Vucevic e O'Quinn; Dedmon disputò così ben 59 partite (15 da titolare) nella sua seconda stagione in Florida.
Nella terza stagione invece Dedmon disputò 58 partite, di cui 20 da titolare (ciò fu possibile anche grazie alla cessione estiva di O'Quinn ai New York Knicks). Nella terza stagione mise a segno il proprio career-high points segnando 18 punti nella partita interna vinta dai Magic per 111-89 contro i Chicago Bulls il 27 marzo 2016.

### Il salto ai San Antonio Spurs (2016-2017)
Dopo essersi svincolato dai Magic, che avendo firmato a sorpresa il centro congolese Bismack Biyombo non potevano rinnovargli il contratto, a sorpresa il 14 luglio 2016 si accasa ai San Antonio Spurs, che cercavano un lungo atletico e che portasse energia in campo come lui. Firma un contratto biennale a 6 milioni di dollari.
La sua firma fu dovuta anche al fatto che gli Spurs dopo il rinnovo a 15 milioni di Emanuel Ginóbili, l'acquisto di Pau Gasol e l'arrivo (dopo 5 anni di prestiti in Europa dopo essere stato scelto al Draft NBA 2011 alla 42) di Dāvis Bertāns, la franchigia texana non aveva più spazio salariale per rinnovare il contratto a Boban Marjanović. Siccome non erano andate a buon fine le trattative per prendere altri centri tra i free agent come Zaza Pachulia, che ha firmato un annuale a 2,9 milioni di dollari con i rivali dei Golden State Warriors, e Ian Mahinmi (si sarebbe trattato di un ritorno) che pretendeva un contratto di almeno 15 milioni di dollari l'anno, i San Antonio Spurs decisero di puntare su di lui. Il suo ruolo negli speroni è quello di riserva del veterano e bicampione NBA (vinse i suoi due titoli con i Los Angeles Lakers nel 2009 e nel 2010 da protagonista assoluto) Pau Gasol.
Fa il suo esordio in maglia neroargento nella gara inaugurale della stagione NBA 2016-2017 contro i Golden State Warriors totalizzando a fine partita 2 punti, 8 rimbalzi, 2 stoppate e 1 palla rubata in 16 minuti.
Il 15 novembre 2016 durante il terzo quarto della gara interna vinta per 94-90 contro i Miami Heat rimedia una distorsione al ginocchio sinistro che lo costringe a stare in infermeria per un po' di settimane. Torna in campo dall'infortunio nella gara interna giocata contro gli Orlando Magic (sua ex-squadra) persa inaspettatamente dagli speroni per 95-83. In questa gara Dedmon è subentrato dalla panchina a Pau Gasol, mettendo a messo a referto 6 punti, 8 rimbalzi, 1 palla rubata e 2 stoppate in 17 minuti.
Il giorno successivo invece Dedmon ha giocato per la prima volta da titolare con gli speroni nella gara esterna vinta 94-87 contro i Dallas Mavericks al posto di Pau Gasol, tenuto a riposo dall'allenatore degli Spurs Gregg Popovich.
L'8 gennaio 2017 mise a referto 15 punti e 10 rimbalzi nella gara interna vinta per 102-85 contro gli Charlotte Hornets, andando così per la prima volta in doppia-doppia con i neroargento.
Con l'assenza di Pau Gasol tra gennaio e febbraio Dedmon trovò spazio come centro titolare.
Il 9 febbraio 2017 andò nuovamente in doppia-doppia segnando 10 punti e raccogliendo 11 rimbalzi nella gara vinta in trasferta per 111-103 contro i Philadelphia 76ers.
L'11 febbraio 2017 mise a referto 17 punti e 17 rimbalzi nella gara vinta 103-92 in trasferta contro i Detroit Pistons, andando così per la seconda volta in doppia-doppia con gli speroni. A seguito del ritorno di Gasol, Dedmon restò il titolare della squadra, con il catalano che venne relegato al ruolo di sesto uomo.
Tuttavia nei play-off le cose cambiarono radicalmente: Dedmon, dopo aver giocato le prime tre partite da titolare (tutte nella serie contro i Memphis Grizzlies vinta per 4-2 dagli speroni), venne relegato in panchina, giocando così 12 partite (su 16 totali), giocando per lo più per pochi minuti. Gli Spurs dopo aver eliminato gli Houston Rockets al secondo turno (4-2) vennero eliminati dai Golden State Warriors, futuri campioni NBA, per 4-0.

### Atlanta Hawks (2017-2019)
Il 12 luglio 2017 firmò un biennale da 14 milioni con gli Atlanta Hawks. Agli Hawks giocò 46 partite da titolare (su 62 complessive) e segnò i suoi primi tiri da 3 punti, diventando un fattore al tiro da 3 per la squadra. A fine anno tenne di media 10,0 punti e 7,9 rimbalzi.
Il 15 febbraio 2019 segnò 21 punti nella sconfitta interna per 106-91 contro gli Atlanta Hawks. Terminò anzitempo la sua seconda stagione il 31 marzo per via di un infortunio, tenendo di media nuovamente 10 punti (10,8) e 7 rimbalzi (7,5) a partita, oltre ad avere migliorato nel resto delle statistiche.

### Sacramento Kings (2019-)
L'8 luglio 2019 firmò con i Sacramento Kings.

## Statistiche

### NCAA
| Anno      | Squadra     | PG | PT | MP   | TC%  | 3P% | TL%  | RP  | AP  | PRP | SP  | PP  |
| --------- | ----------- | -- | -- | ---- | ---- | --- | ---- | --- | --- | --- | --- | --- |
| 2011-2012 | USC Trojans | 20 | 20 | 23,3 | 55,1 | 0,0 | 53,7 | 5,5 | 0,3 | 0,7 | 1,0 | 7,6 |
| 2012-2013 | USC Trojans | 31 | 29 | 22,3 | 50,0 | 0,0 | 68,1 | 7,0 | 0,6 | 1,1 | 2,1 | 6,7 |
| Carriera  | Carriera    | 51 | 49 | 22,7 | 52,0 | 0,0 | 61,4 | 6,4 | 0,5 | 0,9 | 1,7 | 7,1 |

#### Massimi in carriera
- Massimo di punti: 18 (2 volte)[38]
- Massimo di rimbalzi: 13 vs Utah (12 gennaio 2013)
- Massimo di assist: 3 (2 volte)
- Massimo di palle rubate: 4 vs Oregon State (19 gennaio 2013)
- Massimo di stoppate: 6 vs California-Riverside (15 dicembre 2012)
- Massimo di minuti giocati: 35 vs South Carolina (26 novembre 2011)

### NBA

#### Regular season
| Anno      | Squadra            | PG  | PT  | MP   | TC%  | 3P%  | TL%  | RP  | AP  | PRP | SP  | PP   |
| --------- | ------------------ | --- | --- | ---- | ---- | ---- | ---- | --- | --- | --- | --- | ---- |
| 2013-2014 | G.S. Warriors      | 4   | 0   | 1,5  | 0,0  | -    | 50,0 | 0,0 | 0,0 | 0,0 | 0,0 | 0,3  |
| 2013-2014 | Philadelphia 76ers | 11  | 0   | 13,6 | 13,6 | -    | 53,8 | 4,5 | 0,3 | 0,0 | 0,8 | 3,4  |
| 2013-2014 | Orlando Magic      | 16  | 6   | 14,6 | 43,4 | -    | 76,5 | 4,9 | 0,1 | 0,4 | 0,8 | 3,7  |
| 2014-2015 | Orlando Magic      | 59  | 15  | 14,3 | 56,2 | 0,0  | 53,1 | 5,0 | 0,2 | 0,3 | 0,8 | 3,7  |
| 2015-2016 | Orlando Magic      | 58  | 20  | 12,2 | 55,9 | -    | 75,0 | 3,9 | 0,2 | 0,4 | 0,8 | 4,4  |
| 2016-2017 | San Antonio Spurs  | 76  | 37  | 17,5 | 62,2 | -    | 69,9 | 6,5 | 0,6 | 0,5 | 0,8 | 5,1  |
| 2017-2018 | Atlanta Hawks      | 62  | 46  | 24,9 | 52,4 | 35,5 | 77,9 | 7,9 | 1,5 | 0,6 | 0,8 | 10,0 |
| 2018-2019 | Atlanta Hawks      | 64  | 52  | 25,1 | 49,2 | 38,2 | 81,4 | 7,5 | 1,4 | 1,1 | 1,1 | 10,8 |
| 2019-2020 | Sacramento Kings   | 34  | 10  | 15,9 | 40,4 | 19,7 | 82,1 | 4,9 | 0,4 | 0,4 | 0,8 | 5,1  |
| 2019-2020 | Atlanta Hawks      | 10  | 8   | 23,3 | 39,3 | 22,2 | 87,5 | 8,2 | 0,7 | 1,0 | 1,5 | 8,1  |
| 2020-2021 | Miami Heat         | 16  | 0   | 13,2 | 70,8 | 20,0 | 74,1 | 5,4 | 0,8 | 0,6 | 0,4 | 7,1  |
| 2021-2022 | Miami Heat         | 67  | 15  | 15,9 | 56,6 | 40,4 | 75,0 | 5,8 | 0,7 | 0,4 | 0,6 | 6,3  |
| 2022-2023 | Miami Heat         | 30  | 0   | 11,7 | 49,6 | 29,7 | 72,7 | 3,6 | 0,5 | 0,2 | 0,5 | 5,7  |
| 2022-2023 | Philadelphia 76ers | 8   | 1   | 9,5  | 59,1 | 50,0 | 20,0 | 3,1 | 1,3 | 0,3 | 0,6 | 3,5  |
| Carriera  | Carriera           | 515 | 210 | 17,3 | 52,6 | 33,6 | 73,1 | 5,8 | 0,7 | 0,5 | 0,8 | 6,3  |

#### Play-off
| Anno     | Squadra            | PG | PT | MP   | TC%  | 3P%  | TL%  | RP  | AP  | PRP | SP  | PP  |
| -------- | ------------------ | -- | -- | ---- | ---- | ---- | ---- | --- | --- | --- | --- | --- |
| 2017     | San Antonio Spurs  | 12 | 3  | 8,1  | 60,9 | -    | 53,1 | 3,9 | 0,3 | 0,2 | 0,3 | 3,8 |
| 2021     | Miami Heat         | 4  | 0  | 14,3 | 55,6 | 33,3 | 80,0 | 4,5 | 0,8 | 0,0 | 0,5 | 6,3 |
| 2022     | Miami Heat         | 14 | 0  | 9,9  | 46,7 | 10,0 | 83,3 | 3,0 | 0,4 | 0,1 | 0,2 | 3,8 |
| 2023     | Philadelphia 76ers | 1  | 0  | 5,0  | 0,0  | 0,0  | -    | 1,0 | 0,0 | 0,0 | 0,0 | 0,0 |
| Carriera | Carriera           | 31 | 3  | 9,6  | 51,7 | 14,3 | 63,3 | 3,5 | 0,4 | 0,1 | 0,3 | 4,0 |

#### Massimi in carriera
- Massimo di punti: 24 (2 volte)[39]
- Massimo di rimbalzi: 17 vs Detroit Pistons (10 febbraio 2017)
- Massimo di assist: 7 vs Philadelphia 76ers (11 gennaio 2019)
- Massimo di palle rubate: 4 (6 volte)
- Massimo di stoppate: 6 (2 volte)
- Massimo di minuti giocati: 37 vs Indiana Pacers (26 dicembre 2018)